# Киево-Братский Богоявленский монастырь
Киево-Братский монастырь (Киево-Братский Богоявленский монастырь) — бывший православный мужской монастырь, существовавший в городе Киеве, основан в 1615 г.; был также известен как училищный. Находился между нынешней Контрактовой площадью, Набережно-Никольской (теперь ул. Г Сковороды), Ильинской и Волошской улицами. В ансамбль Братского монастыря входил Богоявленский собор, построенный в 1690—93 архитектором Осипом Старцевым в стиле украинского барокко (не сохранился).

## История
Киево-Братский Богоявленский монастырь был основан в XVI веке патриархом Константинопольским Иеремией как патриаршая ставропигия.
В 1615 году после пожара перенесён на нынешнее место, пожертвованное женою мозырского маршалка, Анною Гулевич.
В 1620 году патриарх Иерусалимский Феофан учредил в монастыре братство, почему монастырь и называется братским, и основал здесь монастырское училище, которое в 1634 году Петром Могилою преобразовано в «коллегиум».
Святыней монастыря была чудотворная Киево-Братская икона Божией Матери, которая явилась в 1654 году в городе Вышгороде, откуда в 1662 году по Днепру приплыла в Киев, где и была извлечена из воды и перенесена в монастырь.
Богоявленский собор был построен в 1690—1693 годах архитектором Осипом Старцевым в стиле украинского барокко; не сохранился.
К монастырю примыкает двухэтажный корпус Киевской духовной академии, построенный в 1703 году.
В монастыре были похоронены гетман Пётр Конашевич-Сагайдачный, путешественник Василий Григорович-Барский.
В 1926—1928 годах в документах упоминается Братская ремесленно-хозяйственная община, в состав которой входили и 7 монахов формально упраздненного советскими властями монастыря.
В соответствии с постановлением президиума Киевского горсовета от 22 августа 1934 года Богоявленский храм предписывалось снести. Однако 4 марта 1935 года решение о сносе храма было отменено и в церковном здании устроено общежитие для рабочих. 15 апреля 1936 года Политбюро ЦК КП(б)У всё же приняло решение разобрать Богоявленский храм «в целях школьного строительства». Собор и монастырская колокольня были снесены, а в других зданиях монастыря разместилось Киевское высшее военно-морское политическое училище.
На месте Богоявленского собора сейчас находится один из корпусов Киево-Могилянской академии.

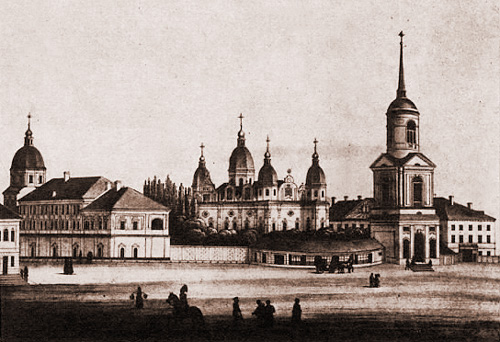
Киево-Братский Богоявленский монастырь
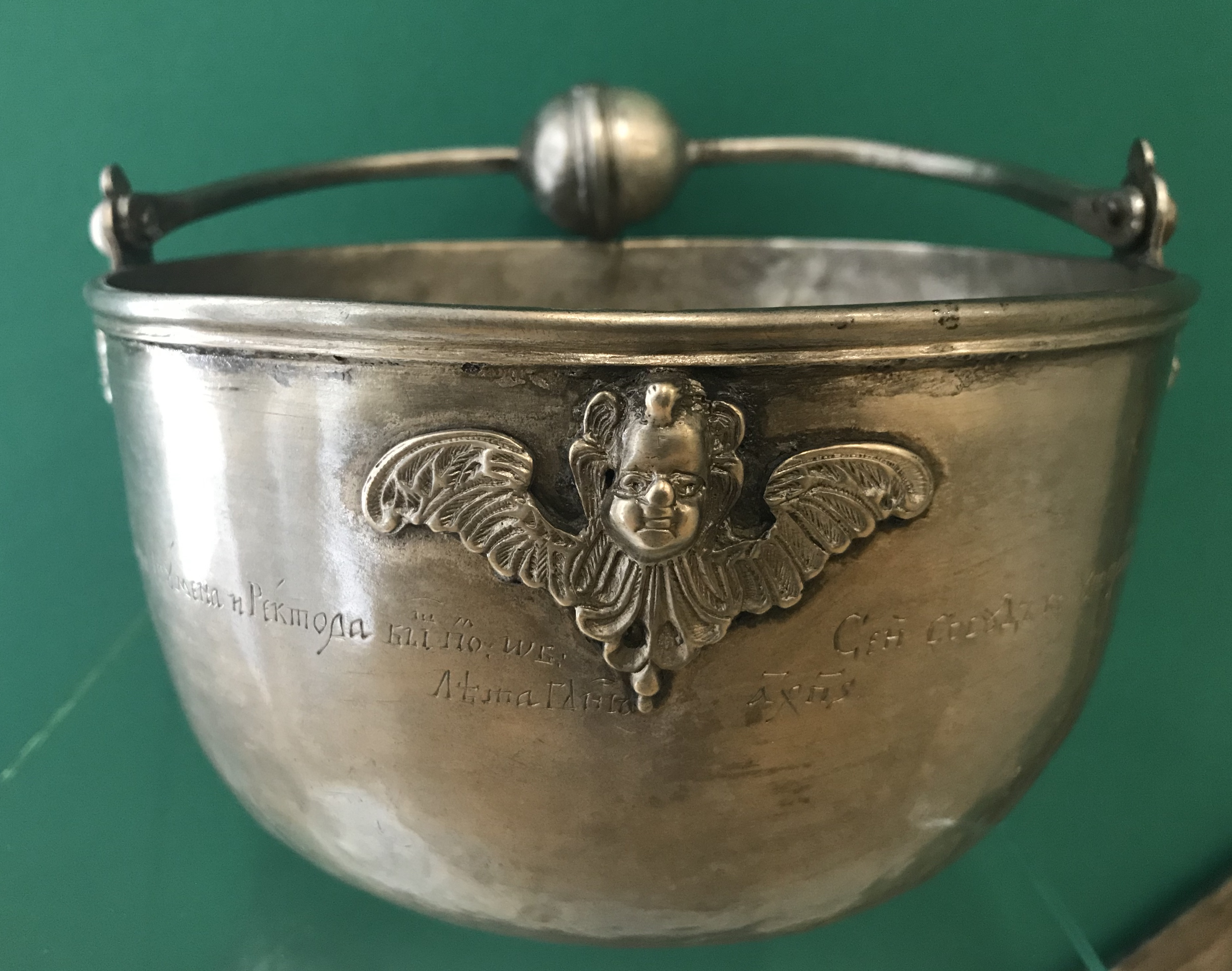
Чаша для освящённой воды из Киево-Братского монастыря, 1686 г., Национальный музей истории Украины, Киев